# Plies
Algernod Lanier Washington (Fort Myers, Florida, SAD, 1. srpnja 1976.), bolje poznat po svom umjetničkom imenu Plies, američki je reper i tekstopisac. Svoju glazbenu karijeru započeo je 2004. godine potpisivanjem ugovora s diskografskom kućom Slip-n-Slide Records. Sljedećih godina objavio je nekoliko miksanih albuma, a prvi je bio 100% Real Nigga. Godine 2007. objavio je debitantski studijski album The Real Testament koji je postigao veliki uspjeh. Isto se dogodilo i kod drugog studijskog albuma Definition of Real kojeg je objavio 2008. godine. Oba albuma proizvela su tri hit singla "Shawty", "Hypnotized" i "Bust It Baby (Part 2)". Iste godine kada je objavio i album The Real Testament, objavljuje još jedan album Da REAList kojem je opala prodaja. Godine 2010. objavio je četvrti album Goon Affiliated koji je na top ljestvicama bio uspješan u prvome tjednu. Za kraj 2012. godine sprema album Purple Heart.

## Raniji život
Plies je rođen kao Algernod Lanier Washington, 1. srpnja 1976. godine u Fort Myersu, Floridi. Odrastao je u East Dunbaru, području Fort Myersa. Dok je pohađao srednju školu Fort Myers Senior, igrao je pozicije prijemnik lopte i obrambeni bek u svojoj momčadi američkog nogometa. U svom gradu je proglašen kraljem, te je također proglašen kao najbolji odjeveni učenik. Kasnije je pohađao sveučilište Miami gdje je pod imenom Nod Washington igrao američki nogomet na poziciji prijemnika lopte, 1996. i 1997. godine. Kasnije je mijenjan u sveučilištu u Central Floridi kojeg je napustio. Godine 1996., drugu godinu, Washington je imao 25 prijema za 262 metra i 2 gola. Time je sveukupno bio drugi u momčadi u cijeloj sezoni. Sljedeću sezonu igrao je samo jednu utakmicu, te je imao samo jedan prijem za 9 metara.

## Diskografija

### Studijski albumi
- The Real Testament (2007.)
- Definition of Real (2008.)
- Da REAList (2008.)
- Goon Affiliated (2010.)
- Purple Heart (2012.)

## Vanjske poveznice
- Službena stranica
- Plies na Allmusicu
- Plies na Discogsu
- Plies na Billboardu
- Plies  Arhivirana inačica izvorne stranice od 1. studenoga 2012. (Wayback Machine) na MTV